# Субфебрильная температура
Субфебрильная температура (субфебрильная лихорадка) — повышение температуры тела на протяжении длительного времени в пределах 37,1—38,0 °C. Наблюдается при многих заболеваниях, в частности, может свидетельствовать о вялотекущем воспалительном процессе.
Субфебрильная температура может наблюдаться при следующих заболеваниях: амёбиазе, ВИЧ-инфекции, лямблиозе, простуде, хроническом тонзиллите, очаговой пневмонии, туберкулёзе, соматоформной вегетативной дисфункции сердца и сердечно-сосудистой системы, пиелонефрите, язвенном колите, саркоидозе, болезни Крона, болезни Уиппла, остром гепатите, цитомегаловирусе, герпесе, псориазе, токсоплазмозе, тифе, бруцеллёзе, также может быть вызвана паразитами, дисфункцией щитовидной железы, вирусом Эпштейна — Барр (мононуклеозом).
Стойкая субфебрильная температура часто наблюдается у женщин в период климакса.
Субфебрильная температура может быть единственным проявлением гипертиреоза в его начальных стадиях.
Субфебрильная температура также наблюдается при термоневрозе, после получения дозы ионизирующего излучения величиной от 2 до 4 Гр.